# Arrampicata

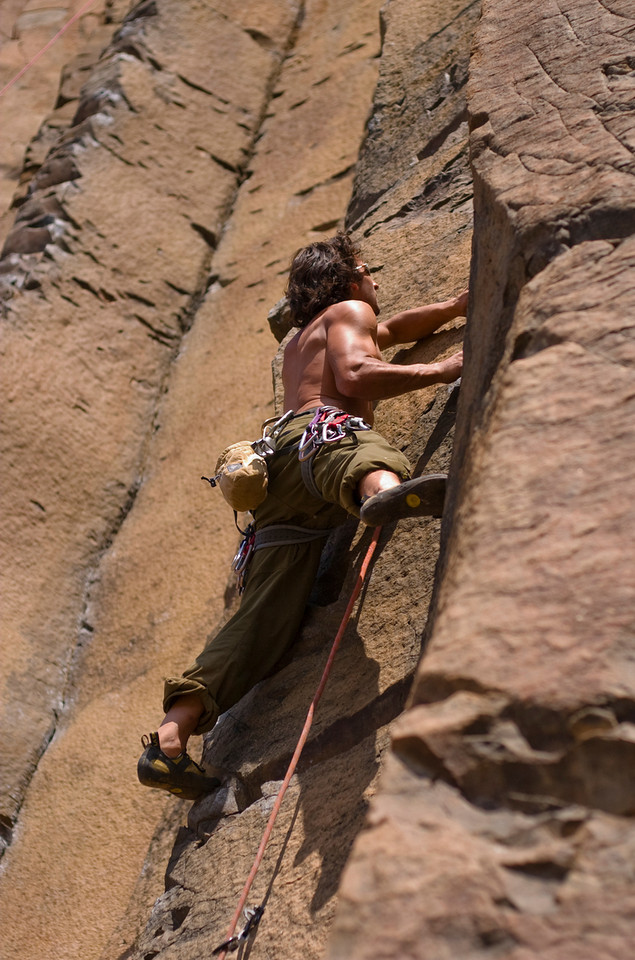
Arrampicatore su una via a Sunshine Wall (Washington, Stati Uniti)

L'arrampicata è uno sport che può essere definito come la salita di un ostacolo, sia esso una parete rocciosa, naturale espressione e terreno preferito su cui l'arrampicata si è sviluppata in tutte le sue forme, un pannello artificiale o una qualsiasi struttura urbana. La linea percorsa in verticale durante un'arrampicata viene detta via d'arrampicata, che è distinta dalla via ferrata, un percorso attrezzato e adatto al primo approccio alle difficoltà alpinistiche. I praticanti dell'arrampicata vengono detti rocciatori o anche scalatori.

## Storia

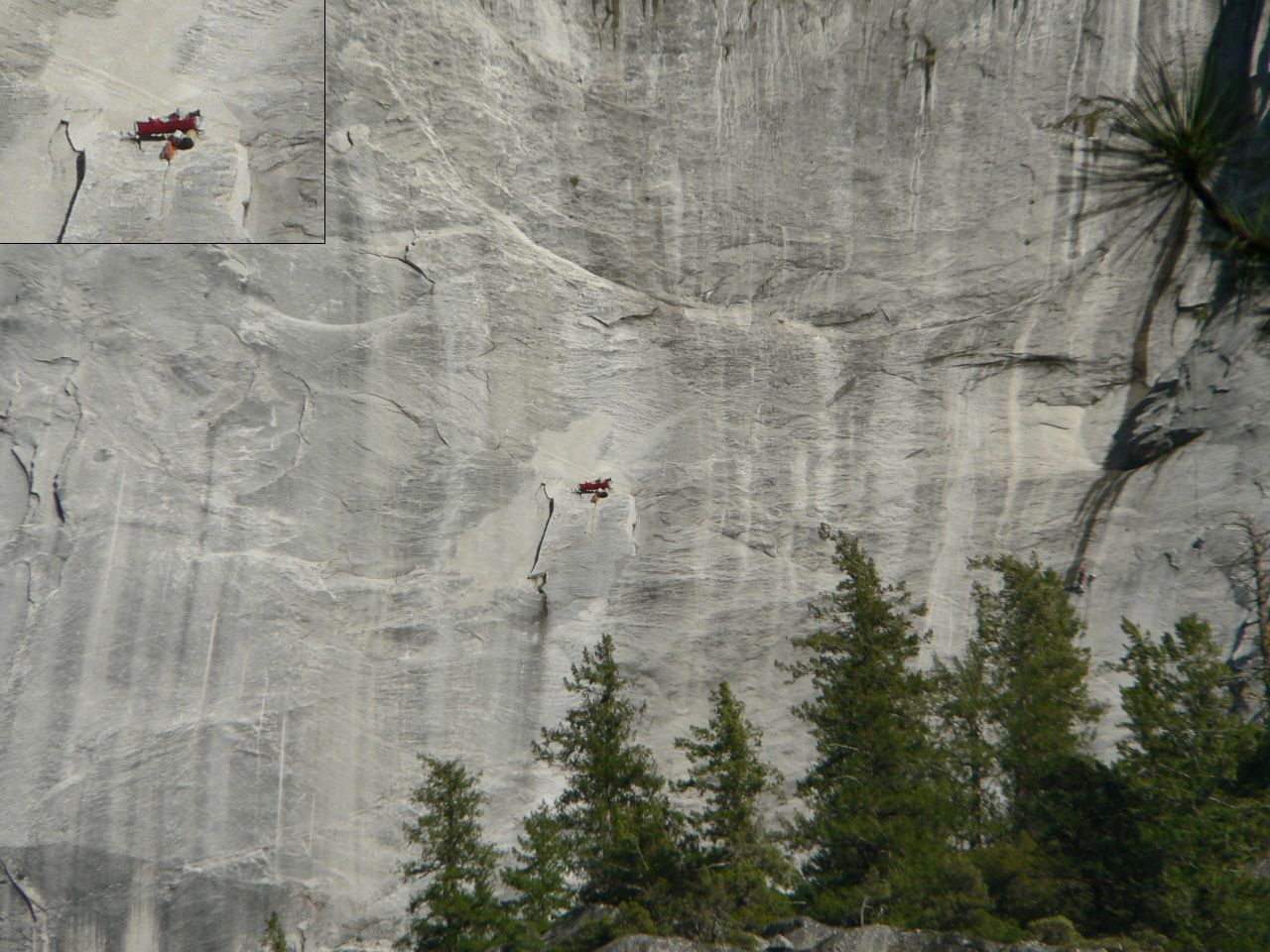
Pareti di liscio granito al Parco nazionale di Yosemite, uno dei luoghi simbolo dell'arrampicata

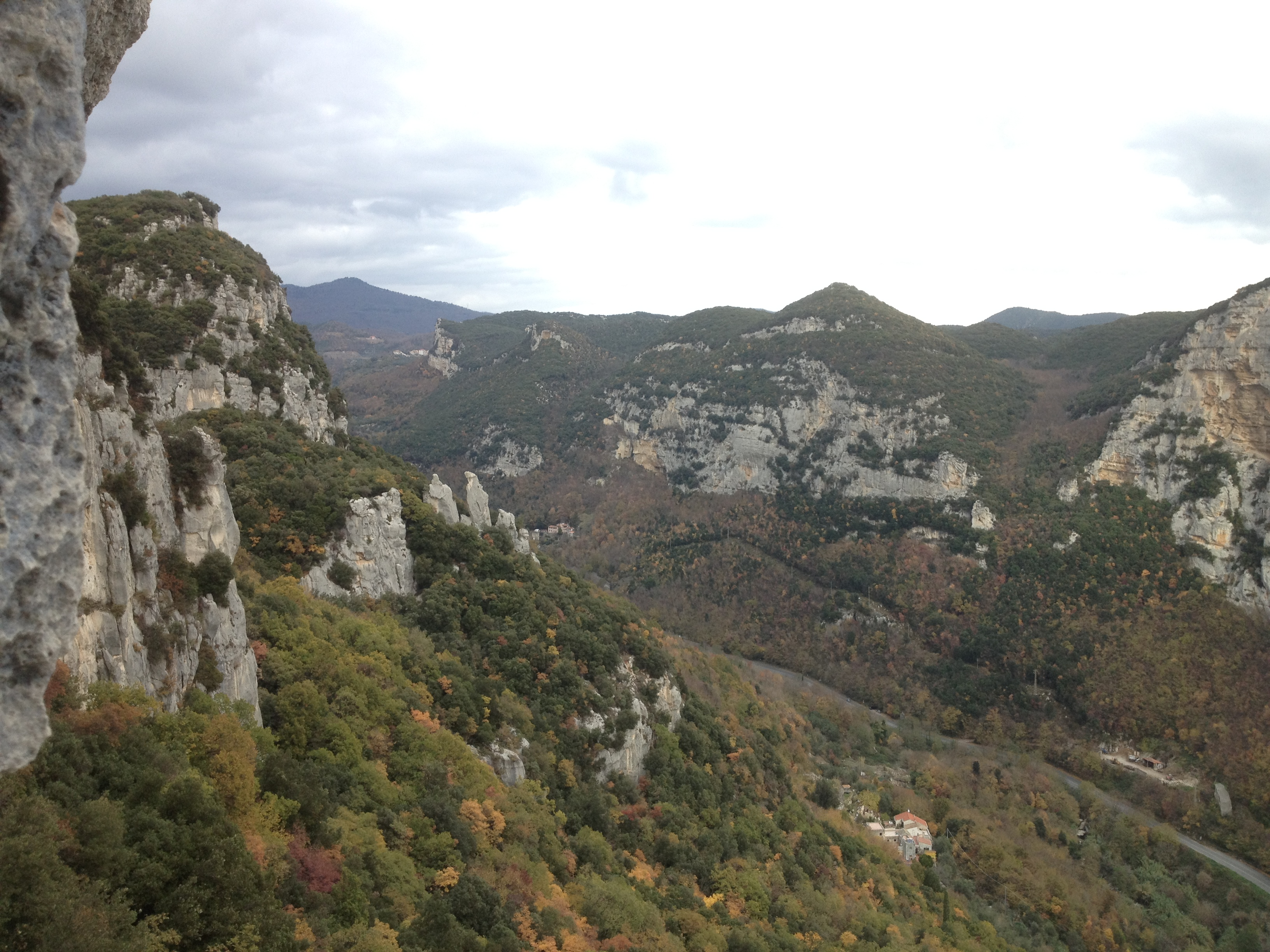
Panorama del territorio finalese. Falesie Bric Scimarco, I Frati, Superpancia

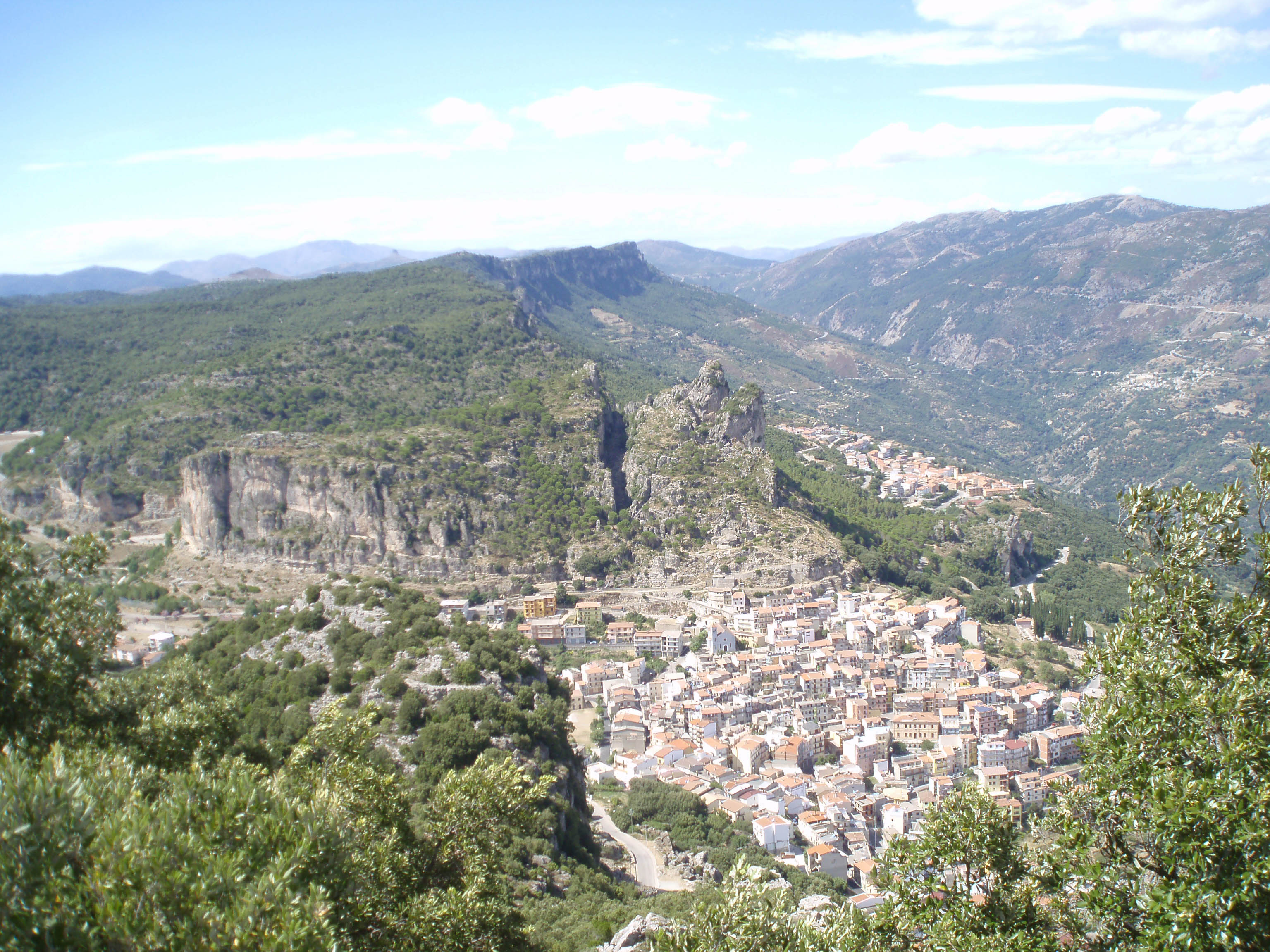
Ulassai visto dal Bruncu Matzeu, la cima più alta del Monte Tisiddu. Il comune è rinomato per le pareti rocciose utilizzate per l'arrampicata sportiva.

L'uomo ha probabilmente affrontato le sue prime arrampicate senza l'ausilio di aiuti particolari. In seguito sono stati ideati attrezzi e tecniche per superare i limiti e le difficoltà di tale attività.
Nella storia dell'alpinismo, il primo a evidenziare il problema etico dell'arrampicata libera fu Paul Preuss all'inizio del XX secolo. Fino a quel tempo era comune il pensiero che la vetta dovesse essere raggiunta ad ogni costo e tutte le più importanti vette delle Alpi erano state salite con l'ausilio di scale, bastoni, picchetti, corde. Preuss, invece, reputava più importante lo stile di salita che il raggiungimento della vetta. Il suo integralismo lo portò a rinunciare perfino alla corda di assicurazione (cosa che gli causò la morte in seguito a una caduta). Anche Albert Frederick Mummery fu sostenitore dell'importanza di un corretto spirito di salita rispetto alla conquista della cima. Questi due precursori, tuttavia, non ebbero seguaci per molti anni a venire.
Negli anni cinquanta lo statunitense John Gill introdusse alcune tecniche fondamentali nell'arrampicata libera e l'uso della magnesite per favorire la presa mantenendo le mani deterse da sudore. Non a caso l'arrampicata libera si diffuse negli Stati Uniti: l'abbondanza di pareti di granito offre la possibilità di scalate su vie dotate di appigli solidi a differenza delle pareti calcaree. In Europa l'arrampicata libera fu portata avanti soprattutto dagli italiani che, avendo a disposizione per le scalate solo piccole pareti, erano alla ricerca di un modo per aumentare le difficoltà. Altri isolati pionieri in Germania e Francia si resero conto di quanto fosse differente affrontare una parete progredendo grazie ai chiodi piuttosto che affidarsi solo al proprio corpo, tra questi Matthias Rebitsch, Fritz Wiessner, Gigi Panei, Gino Soldà e Batista Vinatzer.
Verso la fine degli anni sessanta negli Stati Uniti furono percorse alcune vie di difficoltà sempre più alta, Ron Kauk nel 1975 percorse la via Astroman di grado 7a. Uno dei luoghi mitici dell'arrampicata libera fu senza dubbio la Yosemite Valley con le sue pareti lisce di granito (El Capitan e Half Dome tra tutte). Molti anni dopo la stessa via venne percorsa da Peter Croft senza corda di assicurazione. Il gruppo di free climber sposò lo stile di vita hippy, allenandosi duramente e rimanendo ai margini della società. Uno di questi, Peter Livesey, nel 1975 tornò in Inghilterra dagli Stati Uniti e fondò una palestra di arrampicata per diffondere la scalata libera. Il francese Jean Claude Droyer nel 1975 diventò noto per aver scalato una via di difficoltà 6c+, Le Thriomphes d'Eros. In Italia famose sono state le gesta di Maurizio Zanolla (Manolo), il secondo (il primo, negli anni '60,fu l'allievo finanziere Claudio Pardini di Livorno) italiano a salire una via d'arrampicata di difficoltà 8b presso le Pale di San Martino nel 1986.
Altre imprese di Kauk ebbero risonanza oltreoceano: la scalata della Tales of power (grado 7b/7b+) nel 1977 e di Separate Reality nel 1978, leggermente meno difficile, ma più spettacolare in quanto presenta un tetto sporgente sul vuoto.
Le immagini delle imprese degli scalatori suscitarono reazioni contrastanti in Europa: gli alpinisti classici erano increduli mentre alcuni giovani scalatori provarono ad emulare i colleghi statunitensi sulle varie pareti granitiche adatte. Reinhold Messner provò per breve tempo l'arrampicata artificiale, ma quasi subito se ne discostò. Verso la fine degli anni sessanta pubblicò l'articolo L'assassinio dell'impossibile, nel quale polemizzava contro l'esasperazione dell'arrampicata in artificiale. Più tardi, nel suo libro Settimo grado, spinse anche gli alpinisti classici ad usare meno chiodi possibile ed a salire senza sfruttare le protezioni.
In Australia, nel 1978 Kim Carrigan riuscì a scalare la via Prokol Orum di grado 7b+ sui Monti Arapiles, l'anno dopo scalò in libera una parete ancora più difficile.

## Descrizione

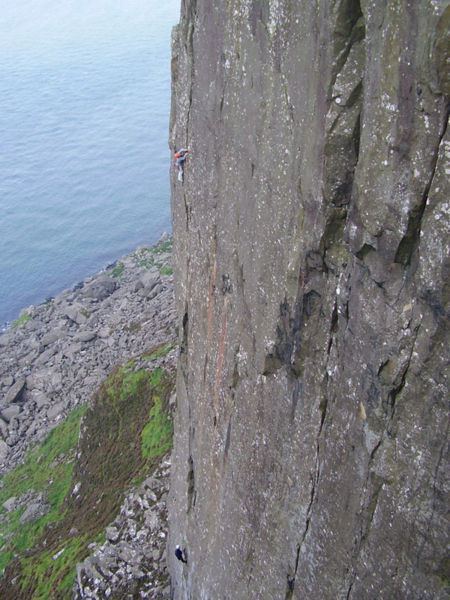
Esempio di parete rocciosa

Si tratta di una disciplina complessa caratterizzata sia da un aspetto fisico motorio che da un'importante componente psicologica e mentale.
L'arrampicata può essere:
- arrampicata libera
- arrampicata artificiale

Gli aggettivi libera e artificiale vengono utilizzati per sottolineare la differenza tra le due pratiche: nel secondo caso si utilizzano aiuti artificiali per compiere la scalata, nel primo no. Per quanto riguarda le tipologie di ascesa relative al numero di soggetti coinvolti:
- progressione in solitaria, caratterizzata da un singolo arrampicatore
- progressione in cordata, caratterizzata da più arrampicatori, tipicamente in numero ristretto (due o tre).

Si distinguono inoltre diverse specialità di arrampicata in funzione dell'ambiente in cui essa si svolge: 
- su roccia - che si svolge risalendo pareti rocciose in ambiente naturale (falesie)
- su ghiaccio - che si svolge risalendo ghiacciai e/o cascate gelate
- su terreno misto, caratterizzata dalla presenza di due o più tipologie di terreno da affrontare. Ad esempio, ghiaccio e roccia, ghiaccio e neve, roccia e terra. Il terreno misto richiede particolare attenzione per essere affrontato, in quanto richiede capacità, conoscenze e tecniche inerenti a diversi metodi di salita.
- indoor - arrampicata in palestre attrezzate con pannelli artificiali chiamate rocciodromi.

## Tipi di arrampicata

### Arrampicata libera

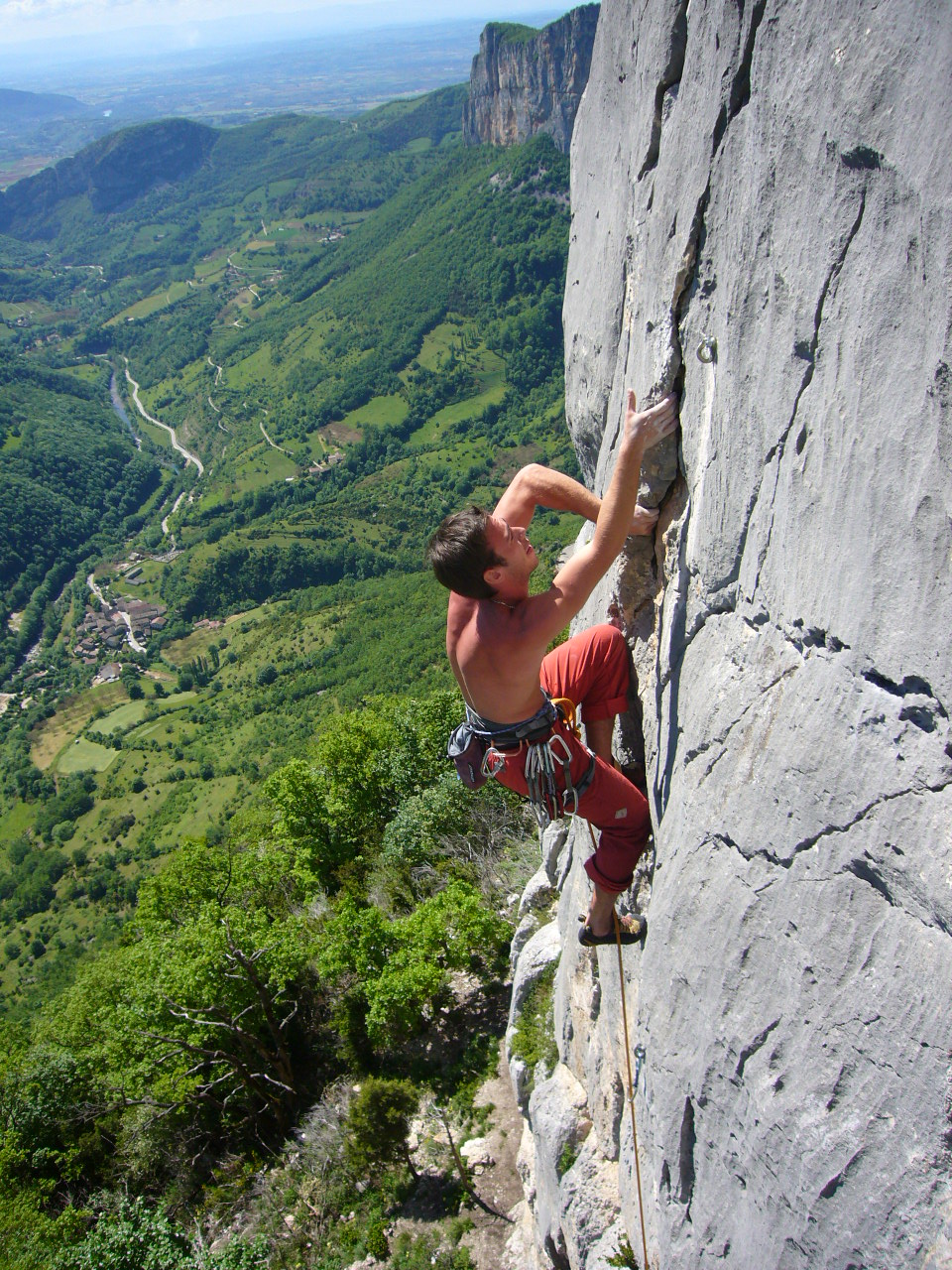
Arrampicata libera su una via di 6c: gli spit vengono utilizzati per sicurezza e non per la progressione

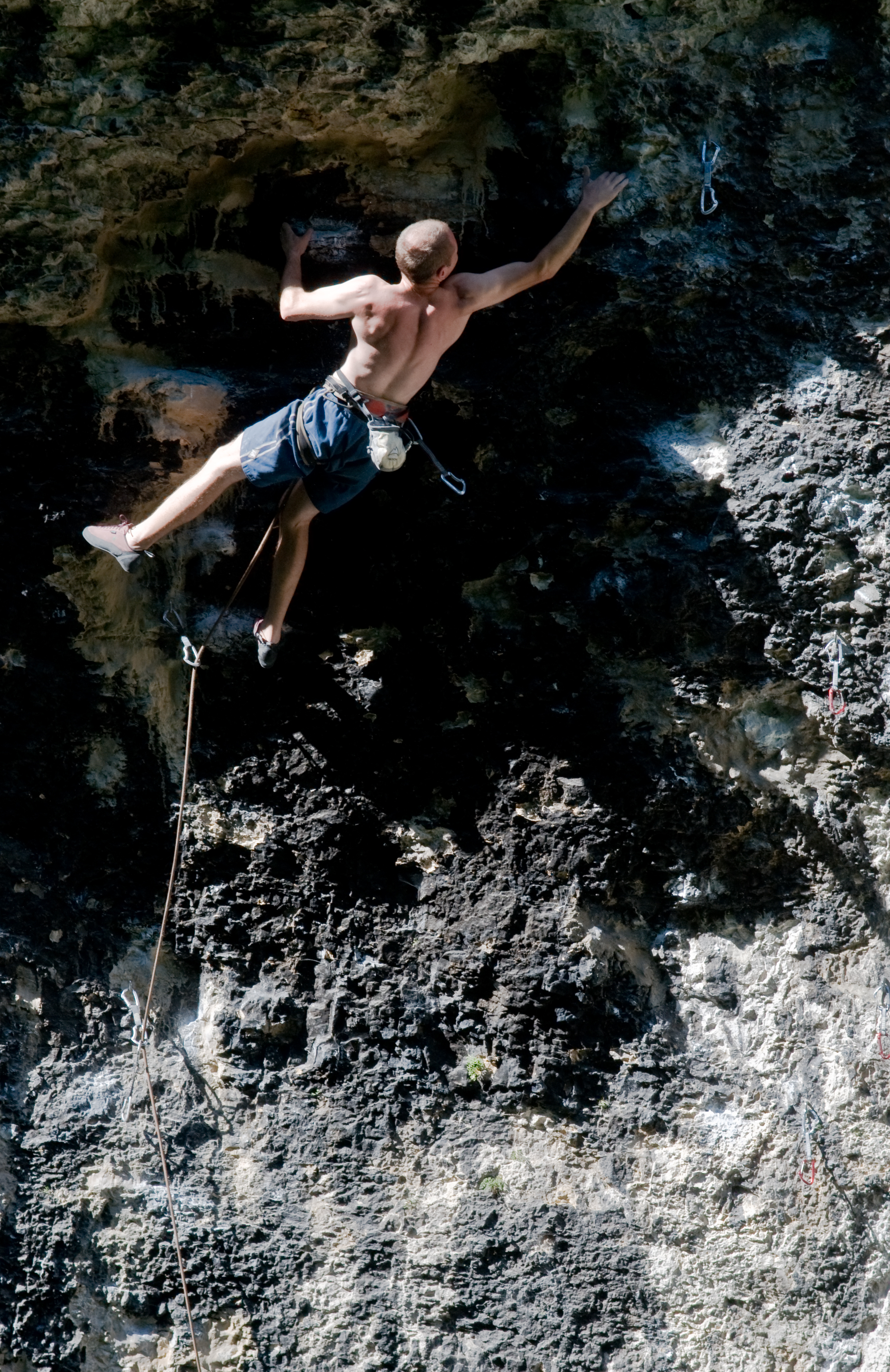
Arrampicata sportiva: le protezioni sono permanenti (fittoni resinati nell'immagine) e vengono utilizzate per sicurezza e non per la progressione

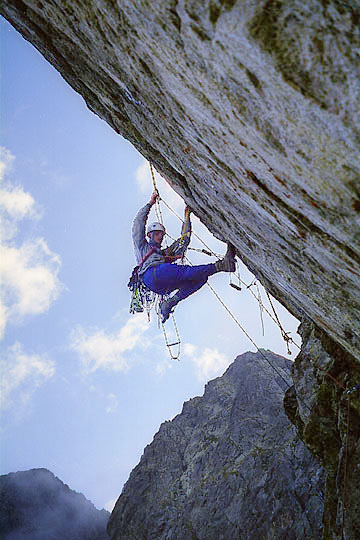
Un arrampicatore impegnato in arrampicata artificiale in strapiombo (arrampicata artificiale)

Per arrampicata libera (o free climbing) si intende lo stile di arrampicata nel quale l'arrampicatore affronta la progressione con il solo utilizzo del corpo: mani nude, piedi (normalmente con le scarpette da arrampicata), ma anche appoggiando e incastrando il corpo intero o sue parti.
Questo non esclude a priori l'utilizzo di attrezzatura, come la corda, l'imbrago, il discensore, i moschettoni, i nuts, i friends e i rinvii, ma tale equipaggiamento è usato esclusivamente per l'assicurazione, ossia per sicurezza ovvero per limitare i danni in caso di caduta. La salita di una via di arrampicata viene distinta dagli scalatori a seconda di come viene effettuata:
- In moulinette, da secondo o con la corda dall'alto - quando si scala con la corda che assicura dall'alto, corda che è stata posizionata in precedenza.
- A vista (in inglese on sight) - scalata da capocordata eseguita la prima volta che si affronta una via, senza aver osservato un altro scalatore, senza alcun aiuto di attrezzature (per es. senza appendersi a riposare) o indicazioni di altri.
- Flash - scalata da capocordata eseguita la prima volta che si affronta una via, senza ausili artificiali, ma usufruendo di indicazioni di scalatori che hanno salito la medesima via in precedenza.
- Lavorato - scalata da capocordata effettuata dopo alcuni tentativi che hanno consentito di individuare la migliore sequenza di movimenti. In inglese si dice redpoint, derivante dal tedesco rotpunkt. Il termine fu coniato dall'arrampicatore tedesco Kurt Albert negli anni '70. Quando lavorava una nuova via disegnava alla base un cerchio rosso. Quando infine la liberava da primo riempiva il cerchio, creando appunto un "punto rosso".[4]

#### Arrampicata tradizionale
Per arrampicata tradizionale o trad si intende uno stile di arrampicata libera in cui gli ancoraggi di sicurezza sono amovibili. È un tipo di arrampicata utilizzato anche nella scalata di grandi pareti di montagne.

#### Arrampicata sportiva
Per arrampicata sportiva si intende uno stile di arrampicata che si basa su ancoraggi permanenti fissi alla roccia per la protezione. Il termine è usato dunque in contrapposizione all'arrampicata tradizionale, facente uso invece di protezioni amovibili come nut e friend. Poiché l'equipaggiamento è usato esclusivamente per l'assicurazione, e non aiutare la progressione, l'arrampicata sportiva è considerato un tipo di arrampicata libera.

#### Arrampicata senza assicurazione

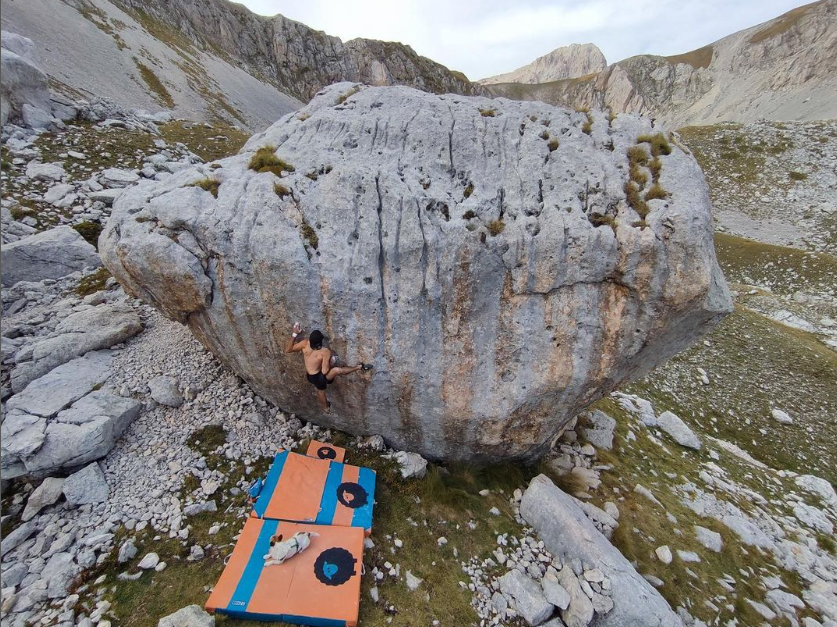
Bouldering (arrampicata su masso)

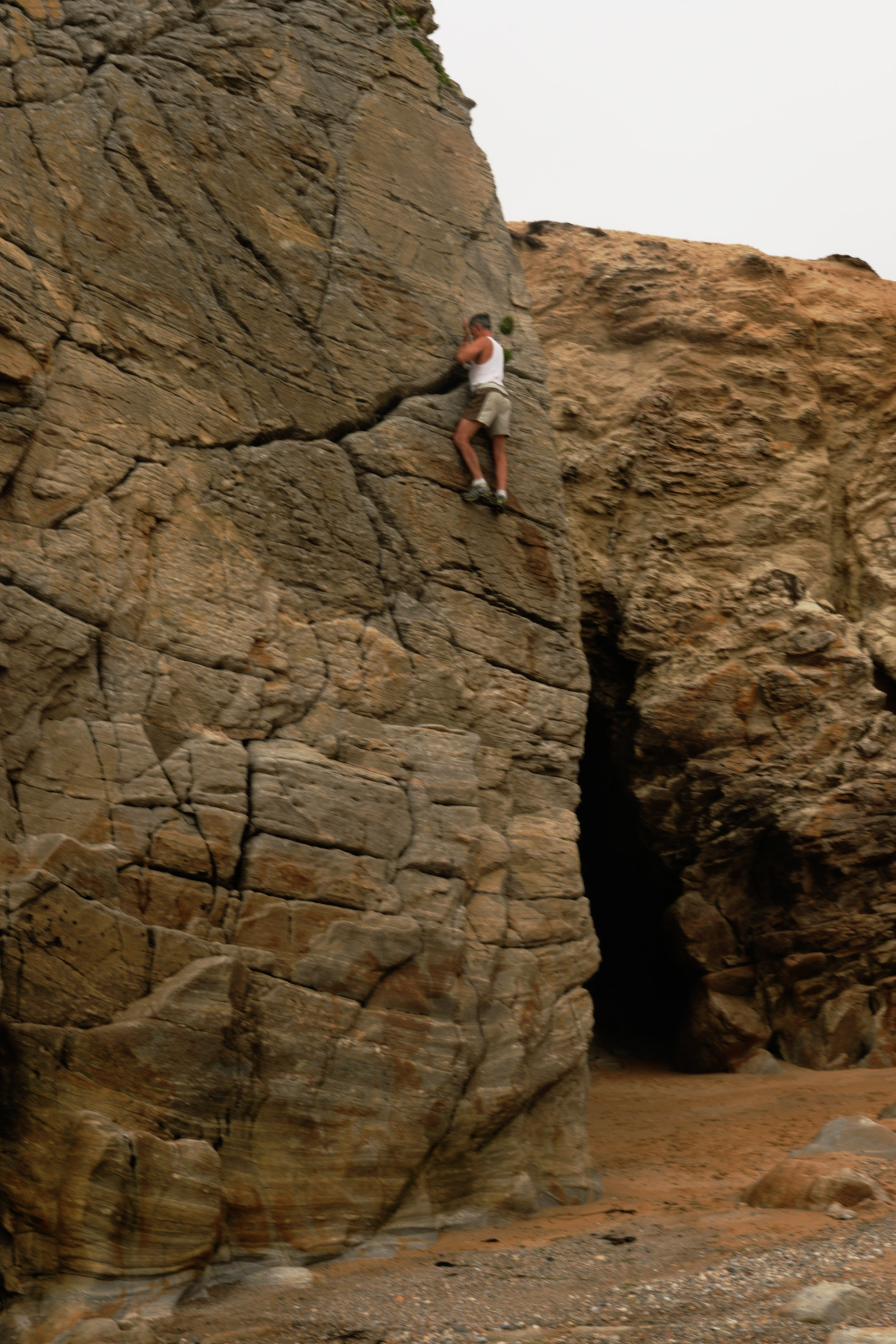
Arrampicatore free solo

È un tipo di arrampicata libera in cui non si utilizzano alcune forme di protezione. Forme di arrampicata senza assicurazione sono il bouldering e il free solo. Il bouldering viene denominato anche sassismo e viene effettuato su piccoli massi fino a 5-6 metri di altezza. Il free solo invece è uno sport estremo, compiuto da chi arrampica senza alcuna sicurezza (come corde, chiodi, moschettoni,...) ed è quindi sempre a rischio della propria vita. Questa disciplina viene spesso chiamata impropriamente "free climbing".

### Arrampicata artificiale
Per arrampicata artificiale (detta anche in artificiale) si intende lo stile di un'ascensione, su roccia o ghiaccio, nella quale si fa ricorso ad attrezzi e strumenti che aiutano la progressione. Se gli attrezzi, anziché per la progressione, sono utilizzati al solo scopo di garantire la sicurezza dell'alpinista, la salita viene comunemente considerata come "libera". Un esempio di tale differenza può essere dato considerando l'utilizzo della corda: se essa viene utilizzata esclusivamente come strumento di sicurezza, per garantire l'incolumità di chi sale in caso di caduta, lo stile di arrampicata sarà considerato "libero"; se viceversa, nel corso della salita, essa viene altrimenti utilizzata, ad esempio per appendersi e riposarsi, la corda diventa uno strumento ausiliario che in qualche modo facilita la naturale salita (che "naturale", a quel punto, non è più) e allora si parla di stile di arrampicata "artificiale". Tra i classici attrezzi tipici dell'arrampicata artificiale si annoverano, per esempio, chiodi, spit, cordini in nylon (che tuttavia possono anche essere usati come strumenti di sola sicurezza) e attrezzi esclusivi dell'artificiale come le staffe o gli skyhook.

### Arrampicata su ghiaccio

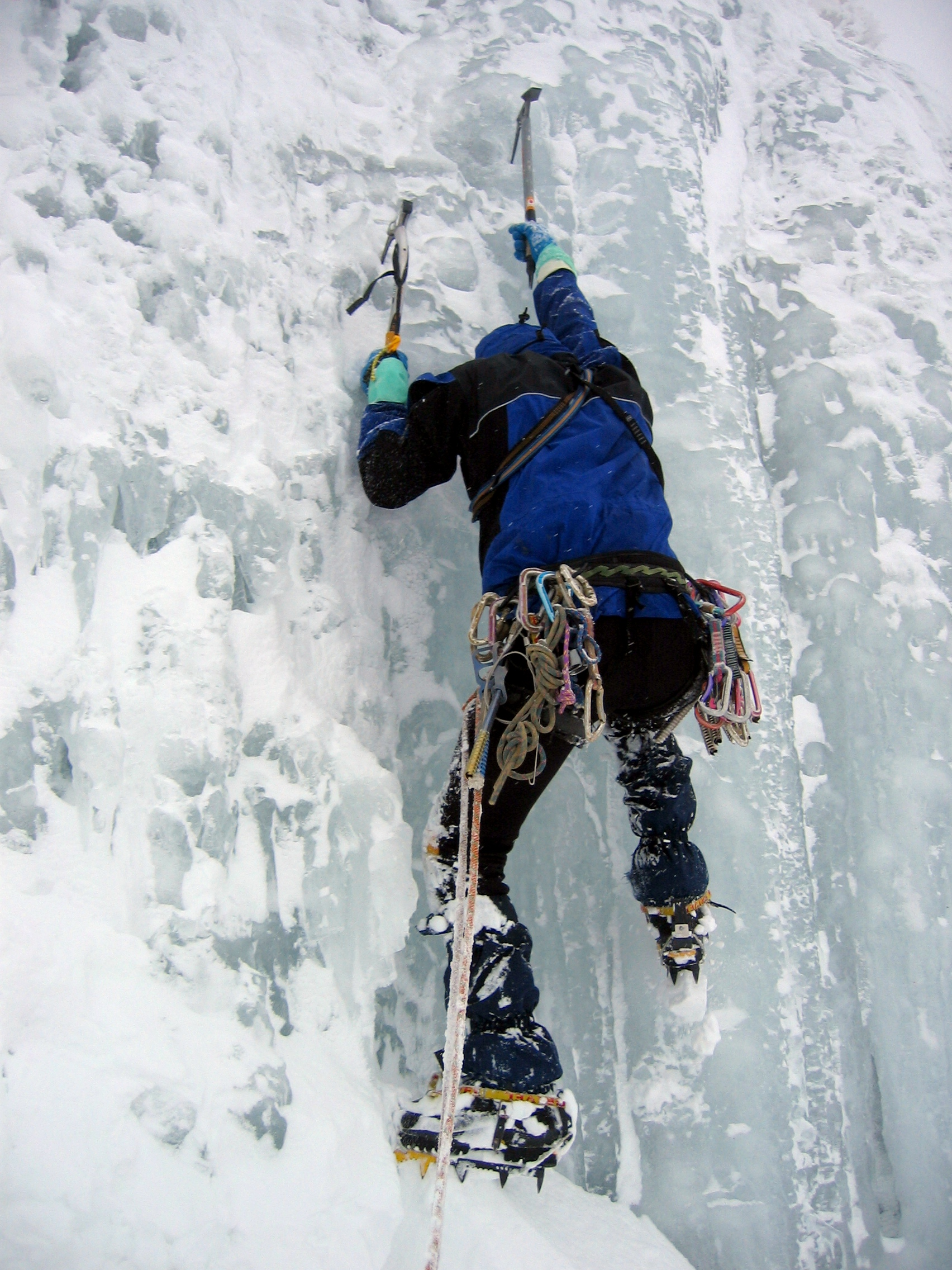
Arrampicata su ghiaccio

È un tipo di arrampicata che può essere libera o artificiale che si svolge tipicamente su cascate di ghiaccio in inverno o su pareti completamente ghiacciate a differenza dell'arrampicata tipica su roccia.

### Arrampicata indoor
L'arrampicata indoor è l'arrampicata praticata su strutture costituite da pannelli su cui si montano delle prese, appigli artificiali di resina o altro materiale. L'arrampicata indoor serve sia come luogo di allenamento (infrasettimanale o nelle giornate di brutto tempo) che come terreno su cui disputare le competizioni. Solo le primissime gare d'arrampicata si disputarono sulla roccia, ma fu subito evidente la difficoltà di creare e cambiare i percorsi di gara.

### Arrampicata su albero

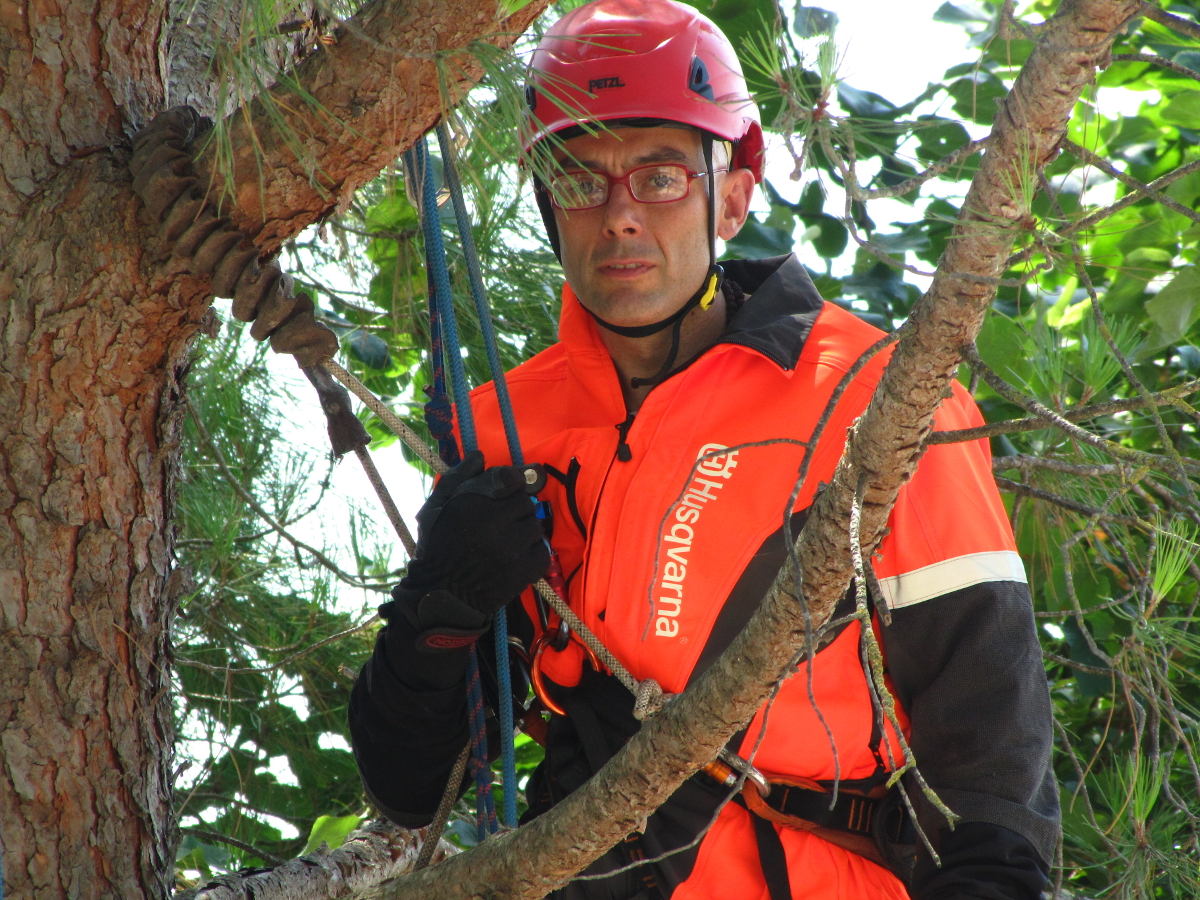
Arrampicata su albero

L'arrampicata su albero, o tree climbing, è una tecnica di arrampicata che consente di accedere alla chioma dell'albero e muoversi, in sicurezza passando da un ramo all'altro imbragati al suo interno. La tecnica è nata negli USA e, in seguito, si è diffusa anche in Europa.

## Tecniche di arrampicata
In generale lo sforzo fisico compiuto nelle scalate è di tipo discontinuo e richiede una buona forza massima e resistenza allo sforzo. Le tecniche di arrampicata sono molte e piuttosto varie; possono risultare differenti in virtù di caratteristiche peculiari di ciascuna persona quali, per esempio, lo stile individuale, le conoscenze ricevute da "maestri" o arrampicatori più esperti, la conformazione fisica e il coordinamento psicomotorio. L'intrinseca pericolosità legata a questo sport impone che il loro apprendimento avvenga sempre sotto l'affidamento di una persona titolata. In questo senso, è bene sottolineare che la Legge italiana riserva la prerogativa dell'insegnamento outdoor delle tecniche di arrampicata alle guide alpine, a livello professionale, e alle Scuole del CAI a livello non professionale.

### Strumenti utilizzati

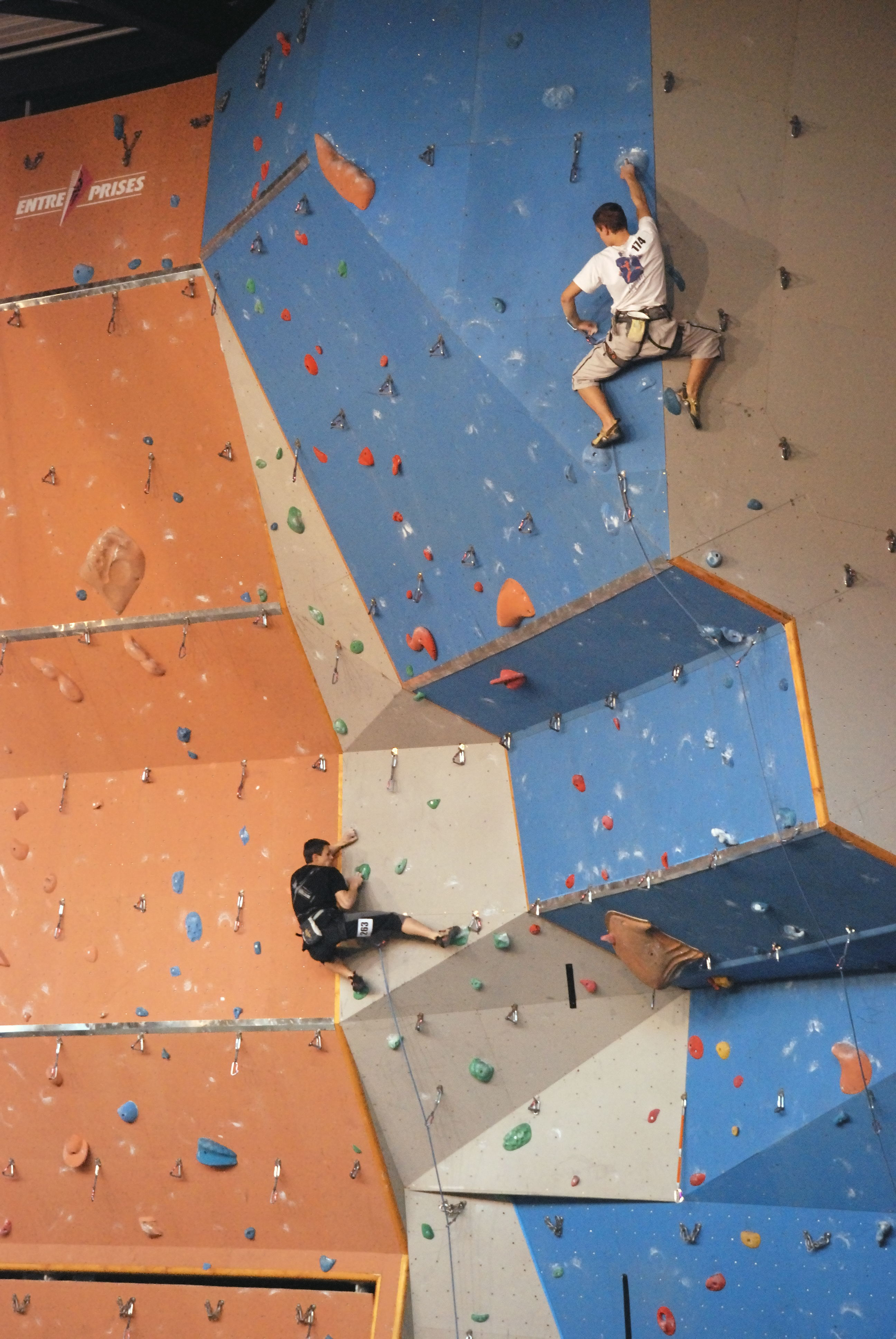
Arrampicata indoor

A parte le già menzionate scarpette da arrampicata, gli strumenti utilizzati possono essere sia di assicurazione che strumenti specifici per l'arrampicata in artificiale. Ad esempio: 
- Imbrago o Imbraco (ma anche Imbragatura o Imbracatura);
- Freno: lo strumento atto all'assicurazione del compagno;
- Discensore: utilizzato per le manovre di discesa con la corda;
- Moschettone
- Rinvio: sistema di due moschettoni collegati da una fettuccia di nylon o dyneema per agganciare la corda ad un punto di ancoraggio limitando l'attrito;
- Chiodi da roccia: solitamente in acciaio, ve ne sono di varie forme e dimensioni, a seconda del tipo di roccia e della fessura in cui si vuole piazzarlo;
- Nut (o dado): piccoli blocchi di metallo (solitamente acciaio) utilizzati ad incastro, nelle fessure della roccia, per fungere da punto di assicurazione;
- Friend: piccoli attrezzi con camme a geometria variabile che, incastrati nelle fessure di roccia, fungono da punto di assicurazione;
- Cordini: in nylon, kevlar o dyneema;
- Fettucce
- Rurp: particolare tipologia di chiodo da roccia, utilizzato prevalentemente in arrampicata artificiale;
- Staffe
- Cliffhanger (chiamati, più o meno propriamente, anche con molti altri nomi: cliff, ancorette, sky-hook, hooks, ecc.)
- Copperhead: particolare tipologia di nut, per l'arrampicata artificiale estrema.

### Il metodo Caruso
Una delle tecniche di insegnamento dell'arrampicata è quella che si basa sul metodo cosiddetto "Caruso", elaborato dall'alpinista e guida alpina Paolo Caruso. Tale metodo è utile nell'impostazione degli allievi, infatti razionalizza e schematizza i vari movimenti nell'approccio alla scalata su roccia.
Per conseguire lo scopo, Caruso ha individuato alcune posizioni e alcune progressioni "fondamentali". Tra queste, quella del cosiddetto "triangolo", in cui la posizione del baricentro del corpo resta sempre all'interno di un immaginario triangolo, appunto, costituito da almeno tre punti di contatto con la parete di roccia (due piedi e una mano o viceversa). Ci si può dunque appigliare con le mani e appoggiare un solo piede, che fa da vertice a un triangolo rovesciato, oppure appigliarsi con una sola mano e appoggiare entrambi i piedi, sempre formando un triangolo.

## Grado di difficoltà

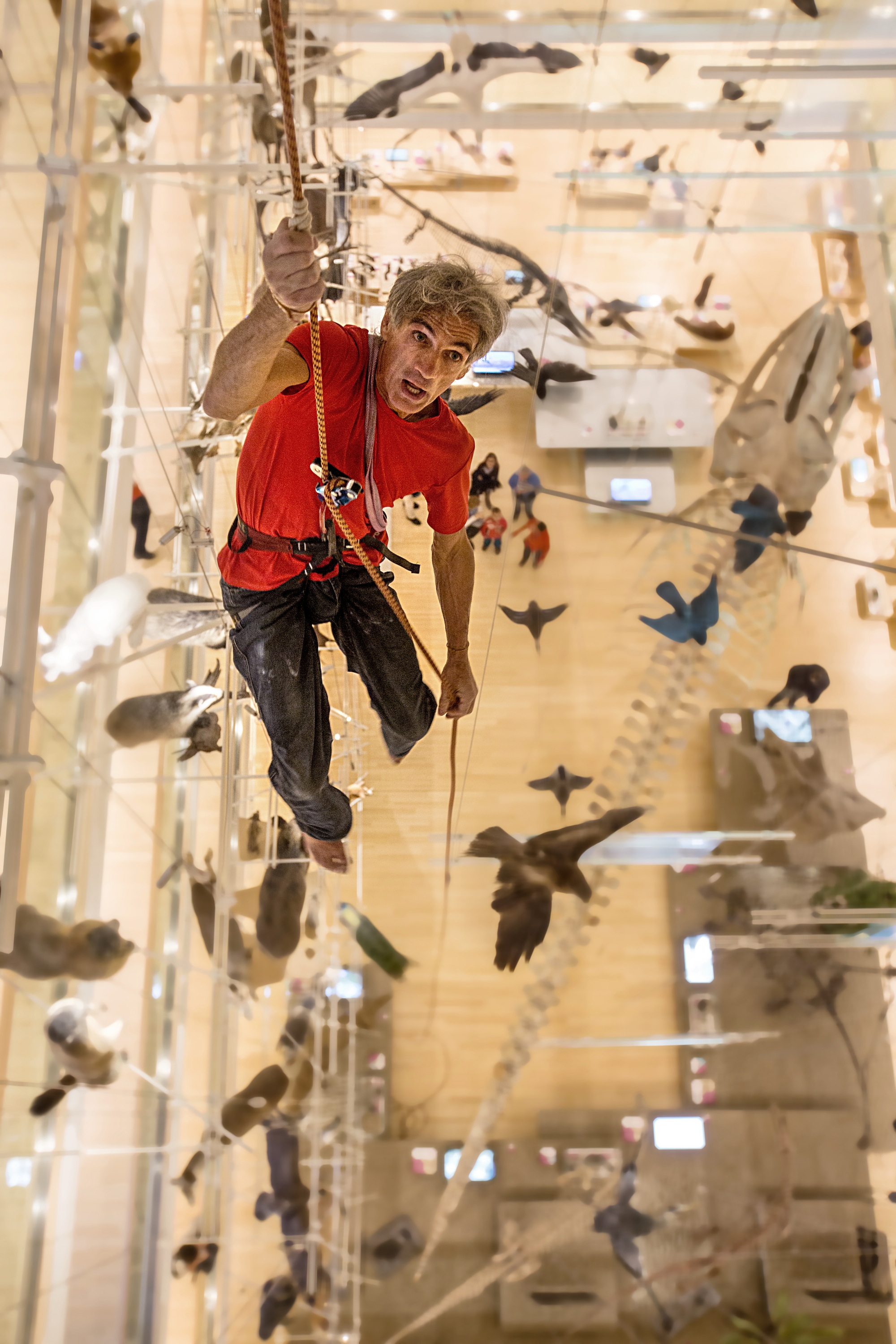
Maurizio Zanolla (Manolo) si arrampica nel "grande vuoto" del MUSE - Museo delle Scienze.

In arrampicata e alpinismo si assegna un grado di difficoltà alle vie d'arrampicata su roccia, ghiaccio e agli itinerari alpinistici. L'operazione di assegnare un grado a una via è detta quotare o gradare e viene effettuata dagli apritori e dai primi ripetitori della via.
Le varie discipline dell'arrampicata e l'alpinismo usano differenti scale di difficoltà e inoltre a seconda dei paesi (Europa, Stati Uniti) ci possono essere scale diverse:
- arrampicata libera: la scala di difficoltà più usata è quella francese, espressa da una cifra (3 - 10) seguita da una lettera (a-b-c). Viene inoltre usato il simbolo "+" per i gradi intermedi. Ci sono anche altre scale come la UIAA, quella degli Stati Uniti, dell'Inghilterra o dell'Australia.
- arrampicata artificiale: viene utilizzata una scala di sei gradi crescenti dall'A0 all'A5 (più un settimo a parte) basata sulla difficoltà e sulla quantità di strumenti artificiali usati.
- difficoltà alpinistica: anche in alpinismo viene prevalentemente utilizzata una scala di difficoltà di origine francese che descrive complessivamente i valori di lunghezza, difficoltà, esposizione della via. Il grado è espresso con le lettere F, PD, AD, D, TD, ED, e ABO[8].
- arrampicata su ghiaccio: si utilizza una scala di difficoltà chiamata WI, Water Ice, che va dal WI1 al WI7.
- arrampicata su misto: si utilizza una scala di difficoltà chiamata M, Mixed che va dal M1 all'M13.

### Evoluzione dei gradi
L'arrampicata libera è alla continua ricerca di vie di grado sempre maggiore. Le seguenti tabelle mostrano come è progredita la massima difficoltà oltre l'8a negli anni, attraverso i nomi delle vie e i loro primi salitori.

### Vie lavorate

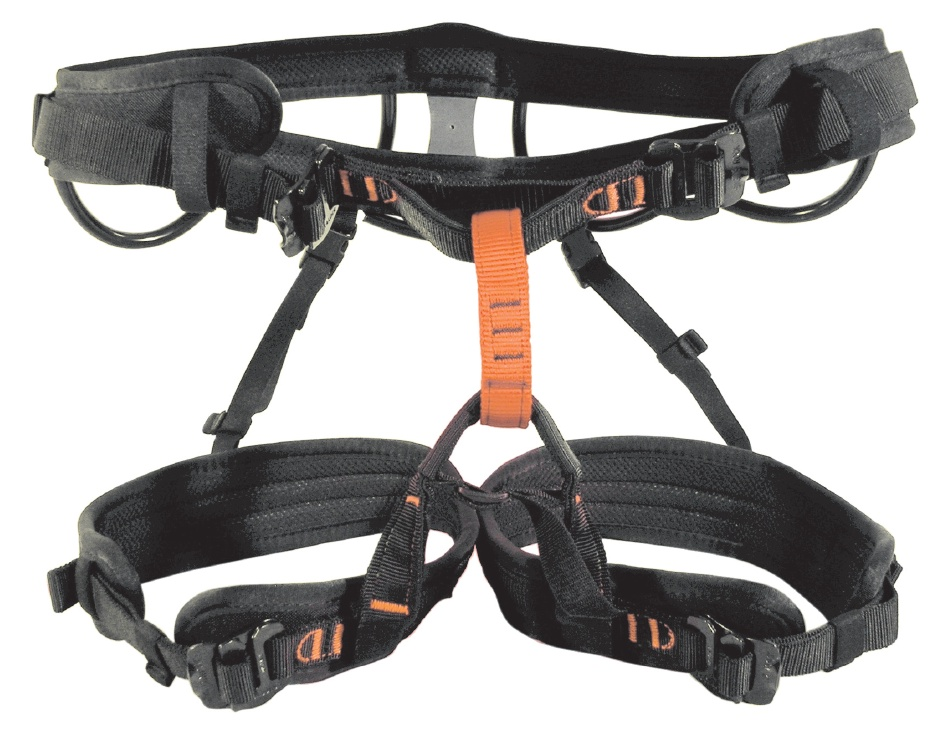
Esempio di imbrago

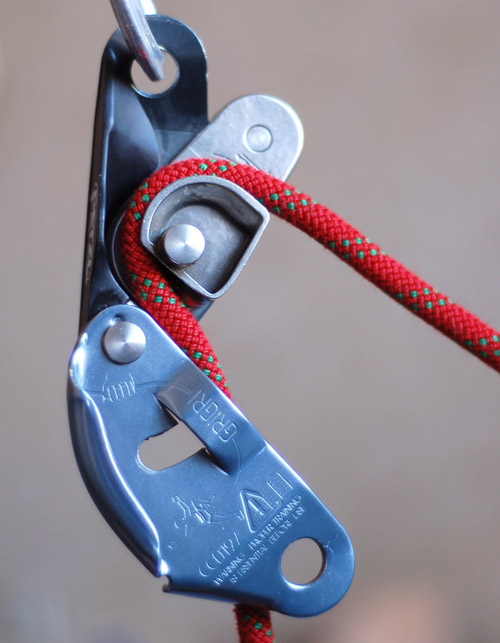
Esempio di freno

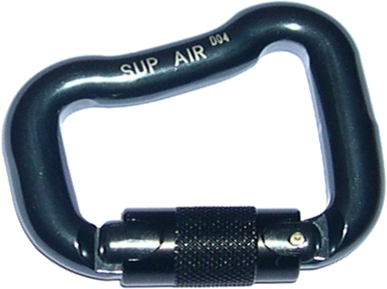
Moschettone

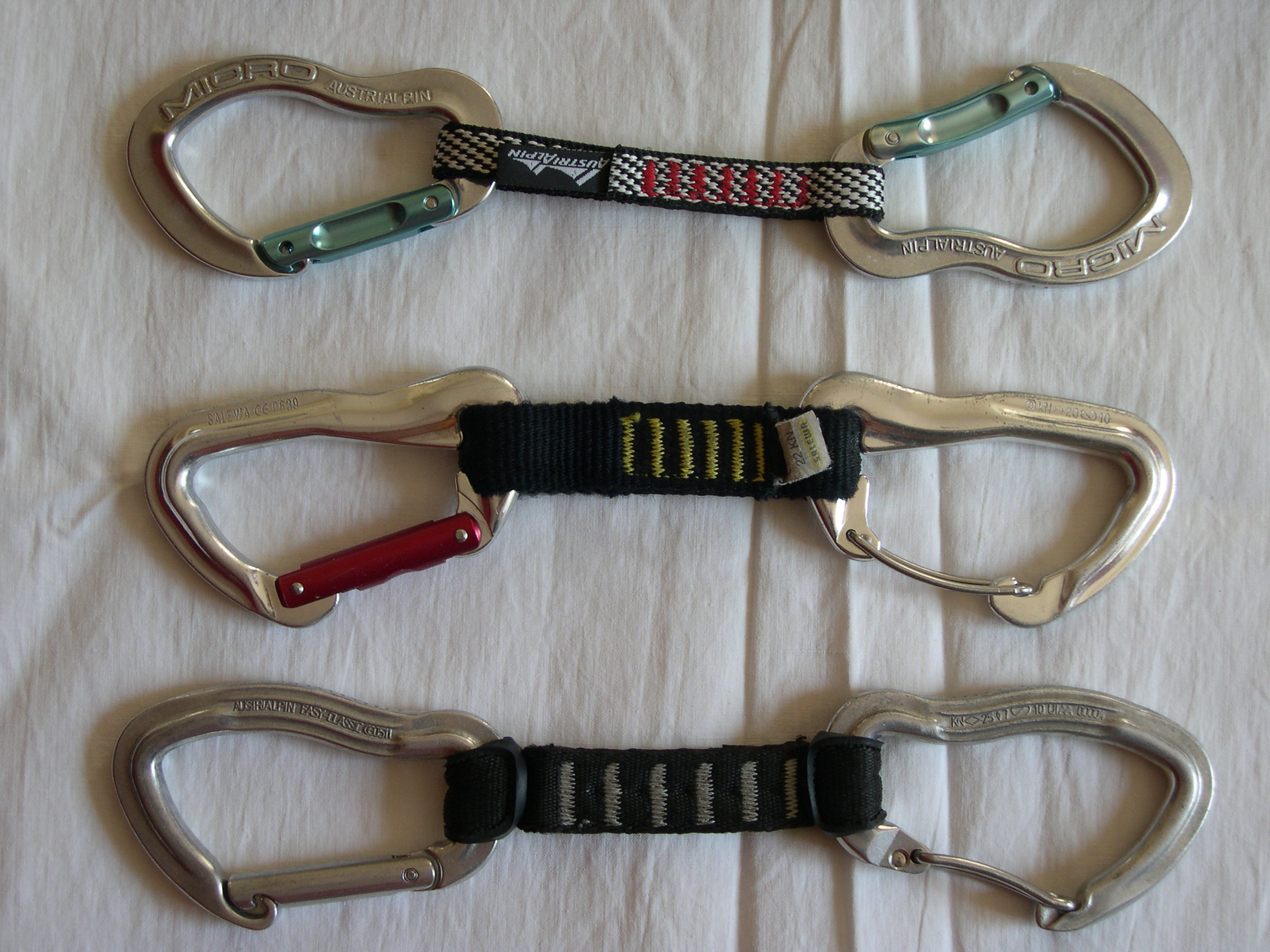
Rinvii

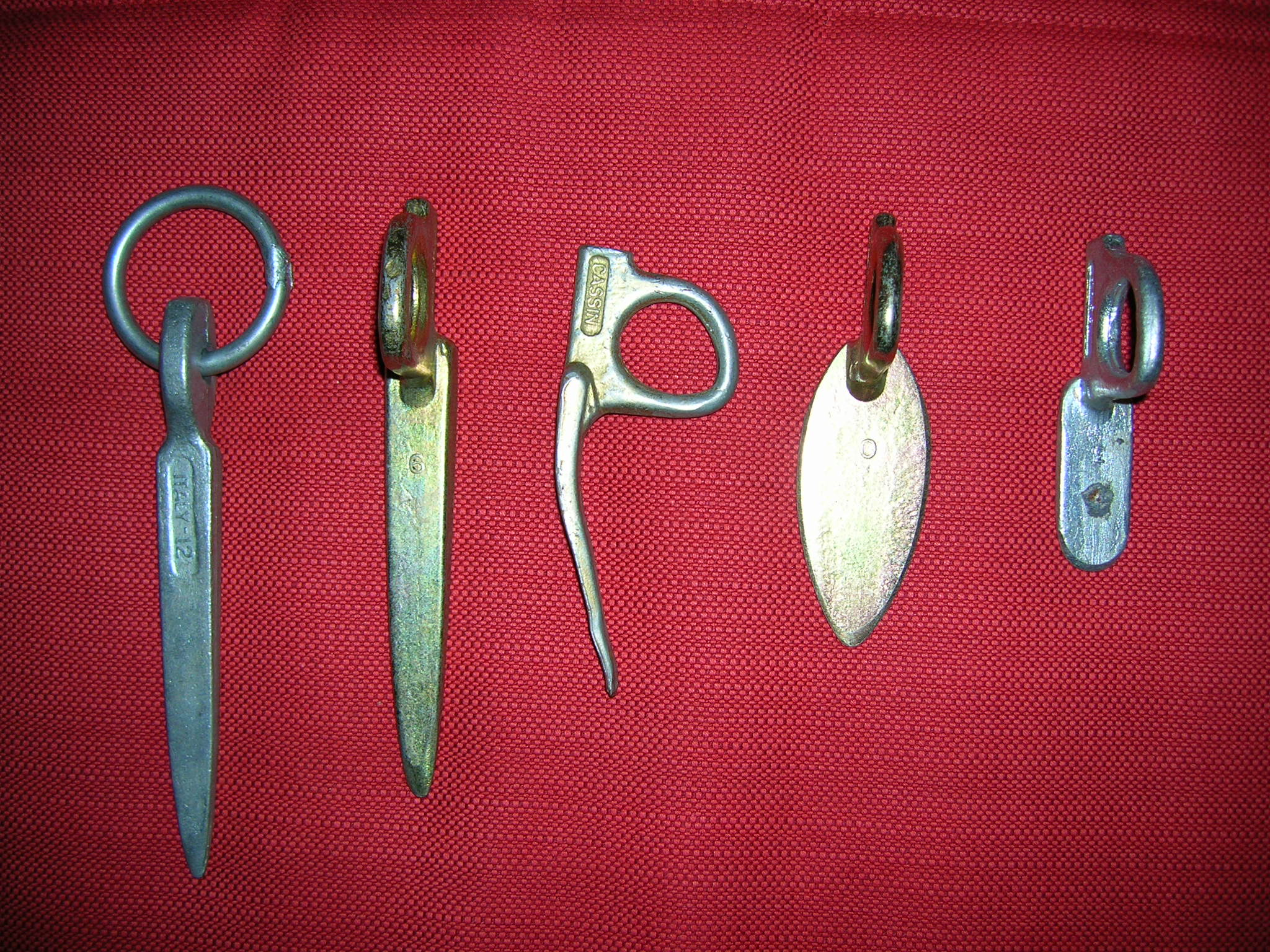
Chiodo da roccia

| Grado | Uomini                                                                          | Donne                                                                         |
| ----- | ------------------------------------------------------------------------------- | ----------------------------------------------------------------------------- |
| 8a    | Phlogiston, Devil's Lake (USA) Peter Cleveland, 1977, ora 7c                    | Come Back, Val San Nicolò (ITA) Luisa Iovane, 1986                            |
| 8a    | Grand Illusion, Sugarloaf (USA) Tony Yaniro, 1979                               | Come Back, Val San Nicolò (ITA) Luisa Iovane, 1986                            |
| 8a+   | The Face, Altmühltal (GER) Jerry Moffatt, 1983                                  | Chouca, Buoux (FRA) Catherine Destivelle, marzo 1988                          |
| 8b    | Kanal im Rücken, Altmühltal (GER) Wolfgang Güllich, 1984                        | Sortilèges, Cimaï (FRA) Isabelle Patissier, novembre 1988                     |
| 8b+   | Punks In The Gym, Monti Arapiles (AUS) Wolfgang Güllich, 1985                   | Masse Critique, Cimaï (FRA) Lynn Hill, 1991                                   |
| 8c    | Wallstreet, Frankenjura (GER) Wolfgang Güllich, 1987                            | Honky Tonky, Araotz (ESP) Josune Bereziartu, 1º aprile 1998                   |
| 8c+   | Hubble, Raven Tor (UK) Ben Moon, 1990                                           | Honky mix, Araotz (ESP) Josune Bereziartu, 30 giugno 2000                     |
| 9a    | Action directe, Frankenjura (GER) Wolfgang Güllich, 6 dicembre 1991             | Bain de Sang, Saint-Loup (SUI) Josune Bereziartu, 29 ottobre 2002             |
| 9a+   | Open Air, Schleierwasserfall (AUT) Alexander Huber, 1996                        | La Rambla, Siurana (ESP) Margo Hayes, 26 febbraio 2017                        |
| 9b    | Akira, Grotte de Vilhonneur (FRA) Fred Rouhling, 1995, Controversa              | La Planta de Shiva, Villanueva del Rosario (ESP), Angy Eiter, 22 ottobre 2017 |
| 9b    | Chilam Balam, Villanueva del Rosario (ESP) Bernabé Fernandez, 2003, Controversa | Ali hulk sit extension total, Rodellar (ESP) Laura Rogora, 07/2020            |
| 9b    | Ali-Hulk sit+extension, Rodellar (ESP) Daniel Andrada, 2007, Boulder+Via        | Eagle 4, Saint Léger du Ventoux (FRA) Julia Chanourdie, 7 novembre 2020       |
| 9b    | Jumbo Love, Clark Mountain (USA) Chris Sharma, 11 settembre 2008                |                                                                               |
| 9b+   | Change, Flatanger (NOR) Adam Ondra, 4 ottobre 2012                              |                                                                               |
| 9c    | Silence, Flatanger (NOR) Adam Ondra, 3 settembre 2017                           |                                                                               |

### Vie a vista
| Grado | Uomini                                                        | Donne                                                                   |
| ----- | ------------------------------------------------------------- | ----------------------------------------------------------------------- |
| 8a    | Samizdat, Cimaï (FRA) Antoine Le Menestrel, 1987              | Simon, Frankenjura (GER) Lynn Hill, 1992                                |
| 8a+   | Public Enemy, Cuenca (ESP) Stefan Glowacz, 1993               | Bon Viatge, Terradets (ESP) Josune Bereziartu, 2000                     |
| 8b    | Serpentine, Grampians (AUS) Jerry Moffatt, 1992               | Omaha beach, Red River Gorge (USA) Katie Brown, 11 aprile 1999          |
| 8b+   | Massey Ferguson, Calanques (FRA) Elie Chevieux, 1995          | Hydrophobia, Montsant (ESP) Josune Bereziartu, 18 aprile 2006           |
| 8c    | White zombie, Baltzola (ESP) Yuji Hirayama, 1º settembre 2004 | Le roi du pétrole, Pic Saint Loup (FRA) Charlotte Durif, 23 luglio 2010 |
| 8c+   | Bizi Euskaraz, Etxauri (ESP) Patxi Usobiaga, 11 dicembre 2007 |                                                                         |
| 9a    | Estado critico, Siurana (ESP) Alexander Megos, 24 marzo 2013  |                                                                         |

## Competizioni d'arrampicata
Le competizioni di arrampicata cominciarono a svolgersi dalla metà degli anni '80.
Le principali tappe dell'evoluzione agonistica dell'arrampicata sono:
- nel 1985 si svolge Sportroccia in Valle Stretta vicino a Bardonecchia, la prima competizione internazionale di arrampicata della storia
- nel 1987 nasce la Federazione Arrampicata Sportiva Italiana (FASI)[18]
- nel 1989 si svolge la prima Coppa del mondo lead di arrampicata organizzata dall'UIAA, circuito di gare organizzato annualmente
- nel 1990 la FASI viene riconosciuta da parte del CONI
- nel 1991 si svolge il primo Campionato del mondo di arrampicata, evento a cadenza biennale
- nel 1992 si svolge il primo Campionato europeo di arrampicata, evento a cadenza biennale
- nel 1998 si svolge la prima Coppa del mondo speed di arrampicata, circuito di gare organizzato annualmente
- nel 1999 si svolge la prima Coppa del mondo boulder di arrampicata, circuito di gare organizzato annualmente
- nel 2007 nasce l'International Federation of Sport Climbing (IFSC) staccandosi dall'UIAA, riconosciuta in via provvisoria dal CIO
- nel 2010 l'IFSC viene riconosciuta definitivamente dal CIO[19]
- nel 2011 il CIO inserisce l'arrampicata in una rosa di otto sport uno dei quali parteciperà ai Giochi olimpici del 2020[20]
- Nel 2016 a Rio de Janeiro il CIO aggiunge al programma delle Olimpiadi estive 2020 l'arrampicata[21]
- Nel 2021 l’arrampicata sportiva entra a far parte del programma olimpico delle XXXII Olimpiadi a Tokyo[22]

Si distinguono 3 specialità: difficoltà (detta lead), boulder e velocità (detta speed).

### Lead
Detta lead, si effettua su un percorso di prese artificiali che aumenta progressivamente di difficoltà. La via si sviluppa lungo una parete alta anche 35 metri e l'obbiettivo è arrivare con entrambe le mani all'ultima presa, il "top", e inserire la corda nell’ultimo rinvio.
Ogni presa su cui l'atleta ha il controllo equivale a un punto e ha tre valori: - se viene solo toccata; = se viene impugnata, + se dopo averla impugnata si inizia un movimento che però non permette di raggiungere la presa successiva.
Questa specialità si può effettuare con la corda di sicurezza dall'alto (secondo), nei giovanissimi, o con corda dal basso, in entrambi i casi la corda è usata solo per ragioni di sicurezza,  non è utile alla progressione.

### Boulder
Consiste nel dover arrampicare su vie basse, circa 3-4 metri, di diversa difficoltà senza l'uso dell'imbrago (l'incolumità è assicurata da morbidi materassoni). Nasce negli anni 40-50 negli Stati Uniti. Richiede uno sforzo di breve durata ma molto intenso e prevede una serie limitata di movimenti, 7-8 in media. Si tratta di partire con 1-2 prese obbligate di "start" per completare il percorso che culmina con un "top" che dev'essere tenuto dall'atleta per almeno 2 secondi consecutivi con entrambe le mani. Conta il numero di tentativi impiegati nel raggiungere il "top" in un determinato tempo che è, in genere, di 4 o 5 minuti. Si ha, inoltre, una presa intermedia chiamata "zona" (o "bonus") che attribuisce un ulteriore punteggio, sempre a seconda del numero di tentativi impiegati per raggiungerla.

### Velocità
Detta speed, si effettua su una via che è sempre la stessa nelle competizioni, su una parete di circa 15 metri. L'obiettivo di questa specialità è percorrere la via e raggiungere il top nel minor tempo possibile. Gli atleti salgono in moulinette, cioè con corda dall'alto, in modo da potersi concentrare solo sul tempo di salita.